# Euryattus myiopotami
Euryattus myiopotami là một loài nhện trong họ Salticidae.
Loài này thuộc chi Euryattus. Euryattus myiopotami được Tord Tamerlan Teodor Thorell miêu tả năm 1881.